# Давидова ехимипера
Давидова ехимипера или Давидов бодљичасти бандикут (Echymipera davidi) је врста сисара торбара из реда Peramelemorphia.

## Распрострањење
Ареал врсте је ограничен на једну државу. Папуа Нова Гвинеја је једино познато природно станиште врсте.

## Станиште
Станиште врсте су шуме. Врста је присутна на подручју острва Нова Гвинеја.

## Угроженост
Ова врста се сматра угроженом.